# Хав'єр Ернандес Балькасар
Хав'єр Ернандес Балькасар (ісп. Javier Hernández Balcázar; нар. 1 червня 1988, Гвадалахара) — мексиканський футболіст, нападник збірної Мексики та американського клубу «Лос-Анджелес Гелаксі».

## Біографія
Дебютував за «Гвадалахару» в 2006 році, а потім з кожним сезоном додавав, забиваючи все більше і більше. Навесні 2010 року підписав контракт з «Манчестер Юнайтед», до якого приєднався після Чемпіонату світу 2010. Сезон 2014/15 провів в іспанському клубі «Реал Мадрид», після чого повернувся до Манчестера.

### Прізвисько
Хав'єр Ернандес також відомий як Чічаріто, що перекладається з іспанської як горошинка. Це прізвисько пішло від його батька, Хав'єра Ернандеса Гутьерреса, професійного футболіста, якого називали Чічаро (горошина) через зелений колір очей.

## Ігрові дані
Дуже різносторонній нападник — забиває багато і часто віддає партнерам, непоганий на другому поверсі і дуже технічний. Здатний зіграти на будь-якому фланзі атаки.

## Досягнення
- Чемпіон Мексики (1):

«Гвадалахара»: 2006
- Чемпіон Англії (2):

«Манчестер Юнайтед»: 2010–11, 2012–13
- Володар Суперкубка Англії (3):

«Манчестер Юнайтед»: 2010, 2011, 2013
- Переможець Клубного чемпіонату світу (1):

«Реал Мадрид»: 2014
- Переможець Золотого кубка КОНКАКАФ (1):

Мексика: 2011
- Переможець Кубка КОНКАКАФ (1):

Мексика: 2015